# آرثر رولي (لاعب كرة قدم إنجليزي)
جورج آرثر رولي (21 أبريل 1926 - 19 ديسمبر 2002) الملقب بـ «المدفعي» بسبب تسديدة بقدمه اليسرى المتفجرة، لاعب كرة قدم إنجليزي ولاعب كريكيت. وهو يحمل الرقم القياسي لأكبر عدد من الأهداف في تاريخ الدوري الإنجليزي لكرة القدم، حيث سجل 434 من أصل 619 مباراة بالدوري. كان الشقيق الأصغر للاعب مانشستر يونايتد جاك رولي. تم ترشيحه في القائمة المختصرة لإدراجه في قاعة مشاهير كرة القدم الإنجليزية في عام 2008.
يحمل الرقم القياسي للنادي لأكبر عدد من الأهداف في موسم واحد في كل من ليستر سيتي وشروزبري تاون، حيث سجل 44 هدفًا في 42 مباراة بالدوري في ليستر في 1956-57 و38 هدفًا في 43 مباراة لشروزبري في 1958-1959. وهو أيضًا الهداف القياسي لشروزبري في الدوري برصيد 152 هدفًا في الدوري. وهو ثاني أفضل هداف في تاريخ ليستر، حيث سجل 265 هدفاً لفريق فوكسيس، بفارق 8 أهداف عن الرقم القياسي الذي سجله آرثر تشاندلر.

## النشأة
كان جورج آرثر رولي الابن الثالث لمارك رولي، حارس مرمى معروف يلعب بشكل شبه احترافي في دوري برمنغهام. ولد في ولفرهامبتون حيث تلقى تعليمه في مدرسة دودلي رود ولاحقًا في مدرسة سانت بيتر كوليجيت، بدأ حياته المهنية في الأصل كنصف وسط قبل أن يتحرك في المقدمة حيث ساعدته براعته في الخط الأمامي في اختياره مبكرًا في الفريق الأول للمدارس. واستمر في الفوز بجوائز محلية مع مرتبة الشرف في ولفرهامبتون ومقاطعة مع كل من برمنغهام وستافوردشاير. تم اختياره لتلاميذ مدارس إنجلترا لكن اندلاع الحرب سلبه الفرصة.

## مهنة اللعب

### مانشستر يونايتد
عند ترك المدرسة في عام 1940 ذهب رولي للعمل في شركة صفائح معدنية تقوم بأعمال حربية قبل أن ينضم إلى شقيقه الأكبر جاك في مانشستر. وهكذا بدأ رولي مسيرته المهنية في مانشستر يونايتد، حيث وقع بصفته أحد الهواة بعد أربعة أيام فقط من عيد ميلاده الخامس عشر. في اليوم التالي 26 أبريل 1941، في عمر 15 عامًا و5 أيام، أصبح أصغر لاعب على الإطلاق يظهر في الفريق الأول لمانشستر يونايتد عندما اصطف جنبًا إلى جنب مع جاك في مباراة الدوري ضد ليفربول في آنفيلد.
ذهب رولي للعب سبع مرات لفريق يونايتد الأول قبل إطلاق سراحه في مايو 1944.

### وست بروميتش ألبيون
كما لعب رولي بانتظام كهاوي في ولفرهامبتون واندرارز كضيف خلال الحرب، قبل أن يصبح محترفًا مع وست بروميتش ألبيون في وقت لاحق في صيف عام 1944. ومع ذلك، فقد كافح في ملعب هاوثورنس لتسجيل الأهداف والحصول على مكان منتظم في الفريق الأول.

### فولهام
باع ألبيون رولي في وقت مبكر من موسم 1948–49 إلى فولهام، حيث وجد على الفور لمسة تسجيل الأهداف، حيث سجل 19 هدفًا في 22 ظهورًا حيث ساعد الفريق في الحصول على لقب الدرجة الثانية.
فشل رولي في استعادة مستواه في دوري الدرجة الأولى حيث سجل 7 أهداف فقط.

### ليستر سيتي
في نهاية موسمه الأول في الدرجة الأولى، تم بيعه إلى ليستر سيتي. كان هناك الكثير من الانتقادات من مشجعي ليستر في الأصل تجاه المدير الفني نورمان بولوك بشأن التوقيع على رولي الذي لم يثبت نسبيًا كبديل لجاك لي المحبوب. ومع ذلك بعد بداية بطيئة كمهاجم قلب، قام بولوك بنقل رولي إلى الدور الأيسر الداخلي "رقم 10" وهو المكان الذي سيصنع اسمه فيه في النادي، في 23 سبتمبر، حيث سجل رولي هدف ليستر الوحيد في المباراة التي انتهت بالهزيمة 2–1 أمام كوفنتري سيتي." بحلول نهاية موسمه الأول كانت أهدافه الـ 28 قد استرضت الجماهير على الرغم من أن النادي ما زال يحتل المركز الرابع عشر المخيب للآمال.
في موسمه الثاني بدأ رولي في صنع اسم لنفسه حيث حطم الرقم القياسي لأرثر شاندلير في النادي لأكبر عدد من الأهداف في موسم واحد محققًا 38 هدفًا. ثم حطم الرقم القياسي الخاص به مرة أخرى في الموسم التالي، وسجل 41 مرة في 42 مباراة، 39 من هذه الأهداف في الدوري، وفاز بجائزة الحذاء الذهبي من الدرجة الثانية. سجل 36 هدفًا آخر في موسم 1953–54 مما ساعد ليستر على إحراز لقب الدرجة الثانية.
ومع ذلك استمر ليستر في موسم واحد فقط في دوري الدرجة الأولى حيث هبط مرة أخرى إلى الدرجة الثانية في المحاولة الأولى. بعد موسمين في 1956-1957، حطم رولي الرقم القياسي للنادي في تحقيق أكبر عدد من الأهداف في موسم واحد للمرة الثالثة، حيث سجل 44 هدفًا في 42 مباراة (لا يزال هذا الرقم القياسي قائمًا حتى اليوم) مما جعله يحصل مرة أخرى على أفضل هداف في الدرجة الثانية، ومرة أخرى يقود ليستر إلى لقب الدرجة الثانية. سجل رولي 20 هدفًا مرة أخرى في 25 مباراة في 1957-1958 لمساعدة ليستر هذه المرة على تجنب الهبوط مرة أخرى إلى الدرجة الثانية.
ومع ذلك قرر ديف هاليداي بيع رولي في صيف عام 1958 عندما كان على بعد 8 أهداف فقط من سجل نادي آرثر تشاندلر كأفضل هداف على الإطلاق. أدى ذلك إلى فقدان ثقة الجماهير وإقالته في نهاية المطاف لمدة شهرين في موسم 1958-59.
في المواسم الثمانية التي قضاها في فيلبرت ستريت بشكل عام، سجل رولي 265 هدفًا في 321 مباراة، بما في ذلك 16 ثلاثية.

### شروزبري تاون
في صيف عام 1958، غادر رولي ليستر، الذي كان يلعب في الدرجة الأولى، ليصبح لاعبًا ومديرًا لفريق شروزبري تاون في القسم الرابع الذي تم إنشاؤه حديثًا. في موسمه الأول في ملعب غاي ميدو، قاد رولي شروزبري إلى الصعود بإحرازه 38 هدفًا في 43 مباراة، وفاز بالحذاء الذهبي من الدرجة الرابعة. تابع ذلك في دوري الدرجة الثالثة حيث استمر في التسجيل بغزارة، حيث سجل 32 و28 و23 و24 مرة على مدار المواسم الأربعة التالية، قبل أن يخسر في آخر موسمين له مع النادي حيث بدأ في زيادة وزنه وأصبح أقل قدرة على الحركة، ولكن تأثيره على أرض الملعب كان لا يزال واضحًا، حتى أنه استخدم نفسه كمدافع مؤقت في بعض الأحيان، قبل أن يتقاعد أخيرًا في عام 1965.

## مهنة الإدارة

### شيفيلد يونايتد
بعد تقاعده كلاعب تولى رولي تدريب شروزبري لمدة أربع سنوات أخرى قبل أن يصبح مديرًا لفريق شيفيلد يونايتد في 11 يوليو 1968. كان يونايتد قد هبط للتو إلى الدرجة الثانية ولكن على الرغم من التعاقدات الجيدة التي ستحصل لاحقًا على ترقية الفريق، كانت النتائج مخيبة للآمال وتم إقالته في 6 أغسطس 1969.
أدار ساوثيند يونايتد من 1970 إلى 1976 وكان أيضًا مساعدًا لمدير نادي تلفورد يونايتد ومديرًا لفريق نايتون تاون وأوسويستري تاون قبل ترك كرة القدم.

## مهنة الكريكيت
مثّل رولي شروبشاير في ثلاث مباريات من بطولة المقاطعات الصغرى بين عامي 1961 و1962 بصفته رجل المضرب الأيمن وكسر الساق.

## الحياة في وقت لاحق
بنى رولي منزله في ضاحية كوبثورن، شروزبري. واصل زيارة ملعب غاي ميدو كمتفرج. في عام 2000، تم التصويت له من قبل مدينة شروزبري «لاعب القرن». توفي في ديسمبر 2002 عن عمر يناهز 76 عامًا ودفن يوم السبت 26 ديسمبر (يوم الصناديق) في مقبرة شروزبري العامة في طريق لونغدين. ويصفه شاهد قبره في القسيمة 18 بأنه «بطل كرة قدم يحطم الرقم القياسي».

## مرتبة الشرف
فولهام
- أبطال دوري الدرجة الثانية: 1948-49

ليستر سيتي
- أبطال الدرجة الثانية: 1953–54، 1956–57

الفردية
- هداف الدرجة الثانية: (مع ليستر سيتي) 1952-53، 1956-57
- هداف دوري الدرجة الرابعة: (مع شروزبري تاون) 1958-1959

## الإحصائيات المهنية
| النادي             | الموسم   | الدوري | الدوري  | الكأس  | الكأس   | المجموع | المجموع |
| النادي             | الموسم   | الظهور | الأهداف | الظهور | الأهداف | الظهور  | الأهداف |
| ------------------ | -------- | ------ | ------- | ------ | ------- | ------- | ------- |
| وست بروميتش ألبيون | 1946–47  | 2      | 0       | 0      | 0       | 2       | 0       |
| وست بروميتش ألبيون | 1947–48  | 21     | 4       | 0      | 0       | 21      | 4       |
| وست بروميتش ألبيون | 1948–49  | 1      | 0       | 0      | 0       | 1       | 0       |
| وست بروميتش ألبيون | المجموع  | 24     | 4       | 0      | 0       | 24      | 4       |
| نادي فولهام        | 1948–49  | 22     | 19      | ?      | 0       | ?       | 19      |
| نادي فولهام        | 1949–50  | 34     | 8       | ?      | 0       | ?       | 8       |
| نادي فولهام        | المجموع  | 56     | 27      | 3      | 0       | 59      | 27      |
| ليستر سيتي         | 1950–51  | 39     | 28      | 1      | 0       | 40      | 28      |
| ليستر سيتي         | 1951–52  | 42     | 38      | 2      | 0       | 44      | 38      |
| ليستر سيتي         | 1952–53  | 41     | 39      | 1      | 2       | 42      | 41      |
| ليستر سيتي         | 1953–54  | 42     | 30      | 8      | 6       | 50      | 36      |
| ليستر سيتي         | 1954–55  | 36     | 23      | 1      | 0       | 37      | 23      |
| ليستر سيتي         | 1955–56  | 36     | 29      | 3      | 6       | 39      | 35      |
| ليستر سيتي         | 1956–57  | 42     | 44      | 1      | 0       | 43      | 44      |
| ليستر سيتي         | 1957–58  | 25     | 20      | 1      | 0       | 26      | 20      |
| ليستر سيتي         | المجموع  | 303    | 251     | 18     | 14      | 321     | 265     |
| شروزبري تاون       | 1958–59  | 43     | 38      | 5      | 1       | 48      | 39      |
| شروزبري تاون       | 1959–60  | 41     | 32      | 1      | 1       | 42      | 33      |
| شروزبري تاون       | 1960–61  | 40     | 28      | 13     | 4       | 53      | 32      |
| شروزبري تاون       | 1961–62  | 41     | 23      | 7      | 6       | 48      | 29      |
| شروزبري تاون       | 1962–63  | 40     | 24      | 5      | 3       | 45      | 27      |
| شروزبري تاون       | 1963–64  | 19     | 5       | 0      | 0       | 19      | 5       |
| شروزبري تاون       | 1964–65  | 12     | 2       | 0      | 0       | 12      | 2       |
| شروزبري تاون       | المجموع  | 236    | 152     | 31     | 15      | 267     | 167     |
| الإجمالي           | الإجمالي | 619    | 434     | 51     | 29      | 670     | 463     |

## روابط خارجية
- أرشيف الكريكيت
- نعي في الحارس